# Dworackie
Dworackie (deutsch Dworatzken, 1934–1945 Herrendorf) ist ein Ort in der polnischen Woiwodschaft Ermland-Masuren, der zur Landgemeinde Świętajno (Schwentainen) im Powiat Olecki (Kreis Oletzko) gehört.

## Geographie
Dworackie liegt elf Kilometer südwestlich der Kreisstadt Olecko (Marggrabowa/Oletzko, 1928–1945 Treuburg) am Südwestufer des Jezioro Dworackie (Dworatzker See, 1934–1945 Herrendorfer See). Das Dorf ist von Olecko aus auf einer Nebenstraße zu erreichen, die über Giże (Giesen) und Rosochakie (Rosochatzken, 1938–1945 Albrechtsfelde) verläuft. Nach Schließung des Bahnverkehrs von und nach Olecko gibt es keine Bahnanbindung mehr.

## Geschichte
Das kleine Dorf Dworatzken wurde 1874 in den Amtsbezirk Schwentainen (heute polnisch: Świętajno) eingegliedert, der bis 1933 zum Kreis Oletzko, danach bis 1945 zum Kreis Treuburg im Regierungsbezirk Gumbinnen der preußischen Provinz Ostpreußen gehörte. Im Jahre 1910 lebten in Dworatzken 274 Einwohner. Ihre Zahl verringerte sich bis 1933 auf 215 und belief sich – nachdem der Ort am 8. März 1934 in Herrendorf umbenannt worden war – im Jahr 1939 nur noch auf 199.
Aufgrund der Bestimmungen des Versailler Vertrags stimmte die Bevölkerung im Abstimmungsgebiet Allenstein, zu dem Dworatzken gehörte, am 11. Juli 1920 über die weitere staatliche Zugehörigkeit zu Ostpreußen (und damit zu Deutschland) oder den Anschluss an Polen ab. In Dworatzken stimmten 200 Einwohner für den Verbleib bei Ostpreußen, auf Polen entfiel keine Stimme.
In Kriegsfolge kam Herrendorf 1945 mit dem südlichen Ostpreußen zu Polen und wurde in Dworackie umbenannt. Heute ist das Dorf eine Ortschaft mit einem Schulzenamt (polnisch sołectwo) innerhalb der Landgemeinde Świętajno (Schwentainen) im Powiat Olecki in der Woiwodschaft Ermland-Masuren.

## Religionen
Vor 1945 war die überwiegende Mehrheit der Einwohner Dworatzkens bzw. Herrendorfs evangelischer Konfession. Das Dorf war in das Kirchspiel Schwentainen eingepfarrt, das zum Kirchenkreis Oletzko (Treuburg) in der Kirchenprovinz Ostpreußen der Evangelischen Kirche der Altpreußischen Union gehörte. 
Seit 1945 ist die Bevölkerung Dworackies fast ausnahmslos katholisch. Die vordem evangelische Pfarrkirche in Schwentainen ist nunmehr als Kirche Mutter Gottes vom Berge Karmel Gotteshaus der katholischen Pfarrgemeinde, die dem Dekanat Olecko-Niepokalanego Poczęcia NMP im Bistum Ełk der Katholischen Kirche in Polen zugeordnet ist. Die hier lebenden evangelischen Kirchenglieder gehören zur Kirchengemeinde Ełk (Lyck), einer Filialgemeinde der Pfarrei in Pisz (Johannisburg) in der Diözese Masuren der Evangelisch-Augsburgischen Kirche in Polen.